# Jenny Jonsson (snowboardzistka)
Jenny Elisabeth Jonsson (ur. 25 czerwca 1977 w Borlänge) – szwedzka snowboardzistka. Zajęła 7. miejsce w halfpipe’ie na igrzyskach w Nagano. Nie startowała na mistrzostwach świata. Najlepsze wyniki w Pucharze Świata osiągnęła w sezonie 1997/1998, kiedy to zajęła 12. miejsce w klasyfikacji generalnej, w klasyfikacji snowcrossu była szósta, a w klasyfikacji halfpipe’a była siódma.
W 2002 r. zakończyła karierę.

## Sukcesy

### Igrzyska olimpijskie
| Miejsce | Dzień     | Rok  | Miejscowość | Konkurencja | Zwycięzca    |
| ------- | --------- | ---- | ----------- | ----------- | ------------ |
| 7.      | 12 lutego | 1998 | Nagano      | Halfpipe    | Nicola Thost |

### Puchar Świata

#### Miejsca w klasyfikacji generalnej
- 1996/1997 – 47.
- 1997/1998 – 12.
- 2000/2001 – –

#### Miejsca na podium
1. Whistler – 14 grudnia 1997 (Snowcross) – 1. miejsce
2. Sankt Moritz – 6 stycznia 1998 (Halfpipe) – 3. miejsce